# Сен-Лоран-дю-Кро
Сен-Лора́н-дю-Кро (фр. Saint-Laurent-du-Cros, окс. Sant Laurent) — коммуна во Франции, находится в регионе Прованс — Альпы — Лазурный Берег. Департамент коммуны — Верхние Альпы. Входит в состав кантона Сен-Бонне-ан-Шансор. Округ коммуны — Гап.
Код INSEE коммуны — 05148.

## Население
Население коммуны на 2008 год составляло 528 человек.
| 1962 | 1968 | 1975 | 1982 | 1990 | 1999 | 2008 |
| ---- | ---- | ---- | ---- | ---- | ---- | ---- |
| 368  | 412  | 351  | 320  | 332  | 421  | 528  |

## Экономика
Основу экономики составляют сельское хозяйство и животноводство (крупный рогатый скот и овцы). Важным сектором экономики является садоводство. В Кро производят известный в Южных Альпах сыр.
В 2007 году среди 303 человек в трудоспособном возрасте (15—64 лет) 228 были экономически активными, 75 — неактивными (показатель активности — 75,2 %, в 1999 году было 69,2 %). Из 228 активных работали 208 человек (127 мужчин и 81 женщина), безработных было 20 (5 мужчин и 15 женщин). Среди 75 неактивных 31 человек были учениками или студентами, 23 — пенсионерами, 21 были неактивными по другим причинам.

## Фотогалерея

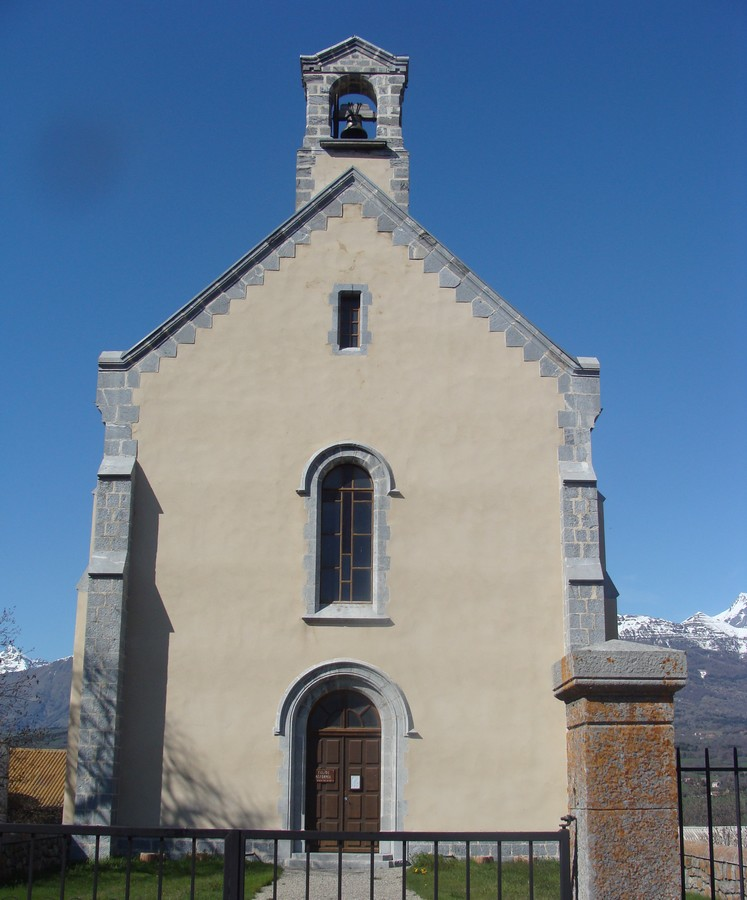
Церковь
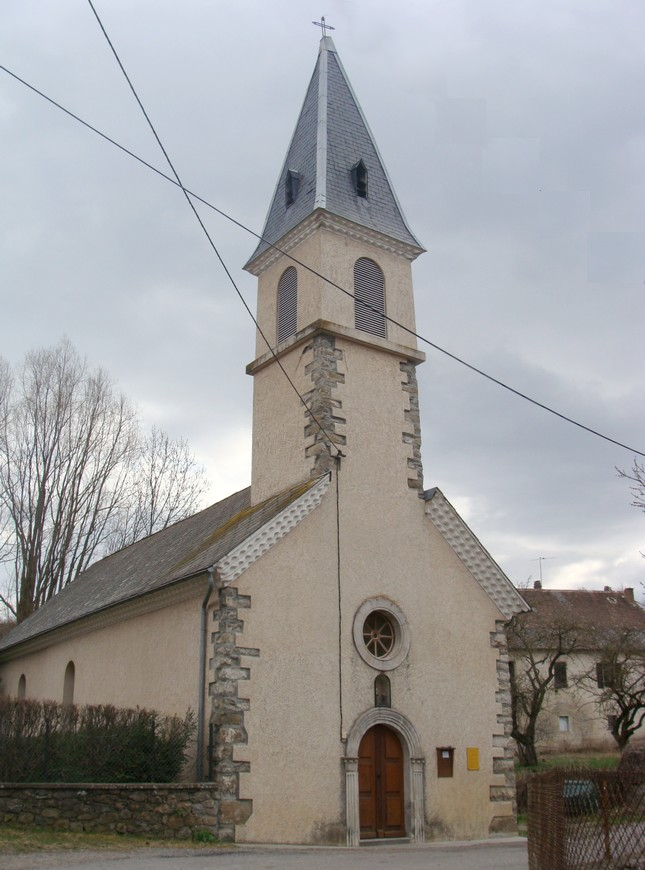
Часовня Св. Марии Египетской
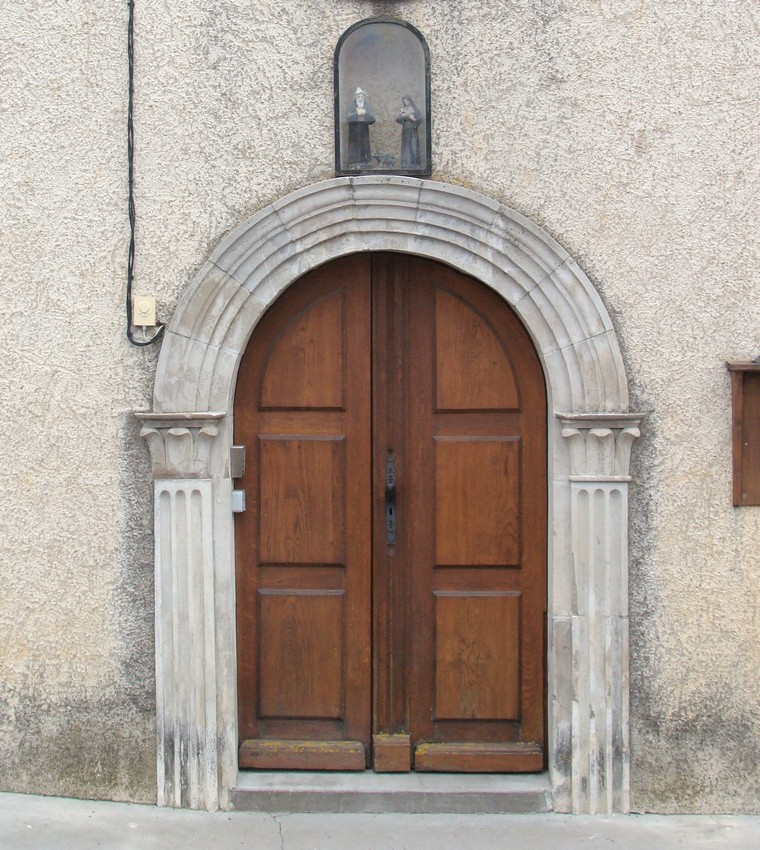
Паперть часовни Св. Марии Египетской